# エクス・ツールス
エクス・ツールス株式会社（ExpressionTools, Inc.、旧イマジン）はかつて福岡県福岡市中央区赤坂に本社が所在したソフトウェア開発・販売会社。2003年1月20日に経営破綻により民事再生手続開始の申し立てを行い、現在は清算結了し存在しない。

## 概要
設立年月日は1990年4月13日。本社所在地は福岡県福岡市中央区赤坂三丁目9番9号であった。創業者は樺島正博で、設立当初の代表取締役社長。国産3DCGソフトウェアの『Shade』シリーズを開発・販売した会社として良く知られる。東京都渋谷区および千代田区に東京オフィスが、米国カリフォルニア州Los Altosに関連会社のExpression Tools U.S. Inc.が存在した。
ソフトウェアプログラムの他、同社製品向けのコンテンツや教材を開発・販売した。1999年には『Shade for Linux』でLinux市場に参入、2001年には中国語版『Shade』で台湾・香港市場に参入した。
2002年4月15日に坂井一也が代表取締役社長に就任した。
2003年1月20日に経営破綻により東京地方裁判所に民事再生手続開始の申し立てが行われ、同年4月16日にイーフロンティアへ営業譲渡、同年7月2日に再生計画の開始が決定した。負債総額は約15億4845万円であった。

## 主な取り扱い製品
Shadeシリーズ
レイトレーシング方式やスキャンライン方式等のレンダラーと、ベジェ曲線を用いた自由曲面方式のモデリング機能を搭載した統合3DCGソフトウェア。当初はMacintosh専用ソフトウェアであったが、1997年にWindows版が発売された。主な開発者は時枝敏也。
マジカルスケッチ
東京大学大学院情報理工学系研究科講師（2008年3月時点では准教授）の五十嵐健夫が開発した三次元形状作成システム「Teddy」の技術を応用して作られた、3DCGモデリングソフトウェア。フリーハンドの手描きにより三次元形状の作成と変形、ペイント等が容易に行える。
PhysiAnime（フィジアニメ）／PhysiPlayer（フィジプレイヤー）シリーズ
3DCGキャラクターにボーンを埋め込み、重力、風、剛体力学等の物理法則シミュレーションや自律歩行によりリアルタイムアニメーションを行うホビー向け3DCGソフトウェア。PhysiAnimeで作成したデータはフリーウェアのPhysiPlayerによって再生が行える。
- 三字元
- VRCreator
- Vertigo 3D Dizzy